# Basilicata
Basilicata, históricamente conocida como Lucania (este último término fue la denominación oficial desde el año 1932 hasta 1947), es una de las veinte regiones que conforman la República Italiana. Su capital y ciudad más poblada es Potenza. Está ubicada en Italia meridional, limitando al norte y este con Apulia, al sureste con el golfo de Tarento (mar Jónico), al sur con Calabria, al suroeste con el mar Tirreno y al oeste con Campania. Con 575 993 habittantes en 2013 es la tercera región menos poblada del país —por delante de Molise y Valle de Aosta— y con 57 hab/km², la segunda menos densamente poblada, por delante de Valle de Aosta.
Se divide entre las provincias de Potenza y Matera. Aparte de la capital, otras ciudades principales son Matera, Melfi, Pisticci, Policoro y Tricarico.

## Etimología

### Basilicata
El topónimo Basilicata aparece por vez primera en torno al siglo X. La proveniencia de tal nombre se asocia a menudo con el término griego Basilikos, nombre con el que se llamaba a los gobernantes bizantinos de la región. Basilikos en griego quiere decir "funcionario del rey" y deriva de otra palabra griega: Basileus (Rey). 
Una tesis muy acreditada, hace derivar el nombre de la Basílica de Acerenza, cuyo obispo tenía jurisdicción sobre todo el territorio. Tal nombre aparece por vez primera en el Catálogo dei baroni normanni ("Catálogo de los barones normandos") del año 1154. Otra hipótesis, menos acreditada, dice que el origen del nombre se encuentra en el emperador bizantino Basilio II.

### Lucania
El otro nombre de la región, Lucania, tampoco tiene un origen claro. Podría venir de los lucanos, población osco-sabélica proveniente de la Italia central, que entonces habría tomado el nombre del héroe epónimo Lucus. Para algunos estudiosos provendría del latín lucus ("bosque sagrado") ya que en épocas remotas la región era cubierta de frondosos bosques. Otra visión histórica sostiene que el nombre proviene de griego lykos ("lobos") debido a las manadas de lobos que poblaban el territorio. Otra hipótesis sobre el origen del topónimo Lucania es que viene del término griego Leukos ("blancura"), afín al latín Lux ("Luz"). O también de los Lyki, población proveniente de Anatolia que se habría establecido en el valle del río Basento.
Una sugerente leyenda quiere que el nombre proviniera de un pueblo dirigido al Sur, una vez unido en una tierra desde la cual se veía surgir el Sol, y que el nombre de Lucania indicara entonces la "Tierra de luz". Esta leyenda confirmaría un ligamen lingüístico entre el topónimo Lucania y la raíz protoindoeuropea Leuk que ha originado la palabra latina Lux ("luz") y la griega leukos ("reluciente, blanco").
Durante el período fascista el territorio regional tomó de nuevo el nombre de Lucania, pero con el nacimiento de la República volvió a llamarse Basilicata.

## Geografía física

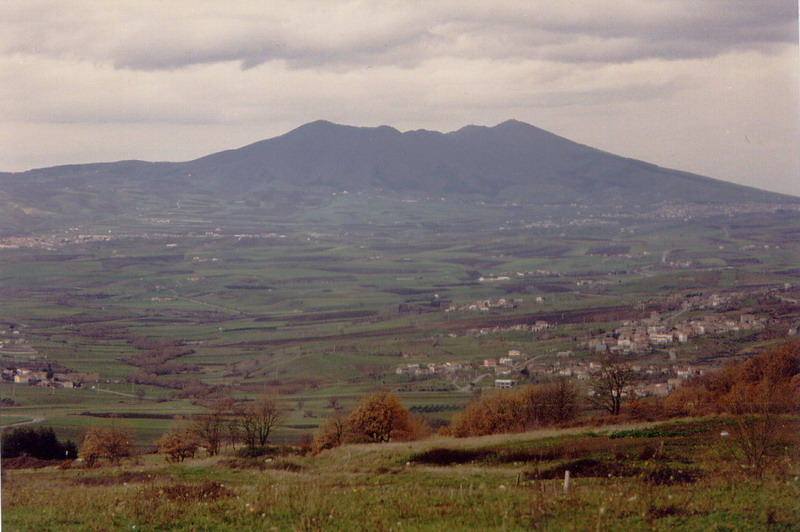
Una vista del monte Vulture.

El 47 % de sus 9992 km² está cubierto por montañas, lo que hace de Basilicata la región más montañosa del sur de Italia. Abarcando una amplia parte de los Apeninos meridionales, entre Ofanto en el norte y el macizo del monte Pollino (2267 m s. n. m.) en el sur. Se encuentra bordeado por el este por una gran parte de la depresión del río Bradano que está atravesado por numerosas corrientes y declives hasta las llanuras costeras del mar Jónico. La región tiene un litoral corto en el lado tirreno de la península. Las mayores alturas de los Apeninos lucanos se encuentran en los macizos del Pollino (Serra Dolcedorme - 2267 m) y del Sirino (Monte Papa - 2004 m), el Monte Alpi (1900 m), el Monte Raparo (1764 m) y el complejo montañoso de la Maddalena (Monte Volturino - 1836 m). Igualmente existe un volcán llamado Spento justo al norte de la región.
Entre los rasgos geológicos de la región se encuentran el volcánico monte Vulture y las fallas sísmicas de la zona de Melfi y Potenza en el norte y alrededor del monte Pollino en el sur. Gran parte de la región quedó devastada en un terremoto de 1857. También hay un problema con los corrimientos de tierra, que son causados no solo por la estructura litológica del sustrato y su caótica deformación tectónica, sino también por la falta de tierra con bosque.
El 45 % está dominado por colinas que son de tipo arcilloso, sujetas a fenómenos de erosión que dan lugar a deslizamientos de tierra. El resto del territorio, un 8 % son llanuras. Solo tiene una gran llanura: la Piana di Metaponto, que ocupa la parte meridional de la región, en la costa jónica, esto es, en el golfo de Tarento.
Los ríos lucanos son de carácter torrencial y los más importantes son el Bradano, el Basento, el Agri, el Sinni y el Cavone. Entre los lagos, los del Monticchio tienen origen volcánico, mientras que los de Pietra del Pertusillo, de San Giuliano y del Monte Cotugno son construidos artificialmente para usos potables y de irrigación. Artificial es también en lago Camastra cuyas aguas han sido potabilizadas. Las costas del litoral jónico son bajas y arenosas mientras que las del litoral tirreno son altas y rocosas.
La variabilidad del clima se ve influido por tres costas (Adriática, jónica y tirrena) y la complejidad de los rasgos físicos de la región. El clima es de tipo mediterráneo en la costa. Sin embargo, en el montañoso interior es de tipo continental, con cambios de temperatura bruscos e incluso nevadas en invierno; de hecho si se adentra ya sólo un kilómetro al interior, sobre todo en invierno, la suavidad se ve sustituida de pronto por un clima severo y húmedo. La parte oriental de la región (sin la protección de los Apeninos) recibe el influjo del Adriático, al que se dirige la orografía del territorio y la altitud irregular de las montañas.
Pueden diferenciarse varias zonas o comarcas, con sus propias características climáticas, de flora y fauna:
- llanura jónica del Metapontino, al sursureste, donde los inviernos son suaves y lluviosos y los veranos cálidos y secos, pero bastante ventilados. Se trata de una vasta llanura aluvial donde se practica la agricultura intensiva de tipo industrial y una tipología de costa de tipo baja y arenosa.
- costa tirrénica. Aquí se reproducen las mismas afinidades con el clima del área jónica, con la sola diferencia de que en invierno la temperatura es ligeramente más elevada y en el verano ligeramente más fresca y la humedad está muy acentuada.
- Colinas de Matera, en el centro-este de la región, donde las características climáticas mediterráneas se atenúan notablemente andando hacia el interior: ya a partir de los 300-400 m los inviernos son fríos y nublados, y la nieve puede hacer su aparición en diversas ocasiones al año desde noviembre hasta marzo. También aquí los veranos son cálidos y secos, con excursiones térmicas diarias bastantes elevadas. Se trata de una serie de colinas con gran presencia de arcillas y barrancas;
- Montaña apenínica, que se corresponde a 7/10 del territorio regional. Aquí los inviernos resultan muy fríos, sobre todo a más de 1000 m de cota, donde la nieve en el suelo aparece hasta la mitad de la primavera, pero puede permanecer hasta finales de mayo sobre los relieves mayores. Los veranos son moderadamente cálidos, incluso si las temperaturas nocturnas pueden ser muy frescas. Pueden diferenciarse dos zonas montañosas:
  - Lagonegrese, Pollino y Valle del Agri al suroeste que representa la verdadera montaña lucana con alturas incluso superiores a los 2000 m y abundancia de bosques;
  - Potentino/Dolomitas lucanos al noroeste donde predomina una altitud media de 1200-1500 m. Aquí se encuentra Potenza, la capital regional, a 819 m sobre el nivel del mar, donde el invierno puede nevar y las temperaturas descienden bastantes grados bajo cero (el récord de la ciudad está en -15 °C), con lo que resulta ser una de las ciudades más frías de Italia.
- Vulture-Melfese al noreste con características de meseta por lo demás sembrados de grano, mientras en la zona del Vulture alternan los bosques y los viñedos.

## Historia

### Prehistoria y Edad Antigua

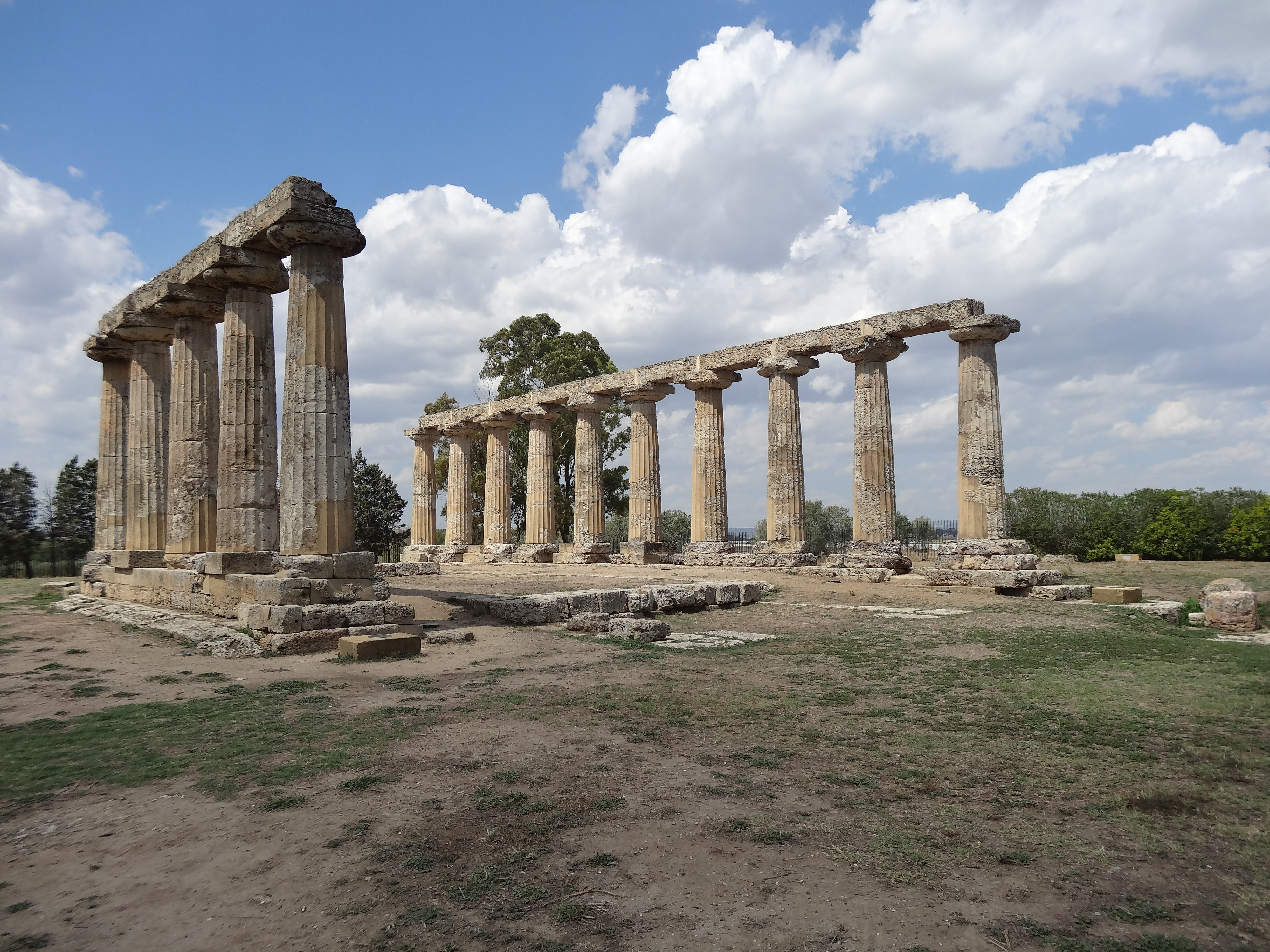
Metaponto: el Santuario de Hera.

Basilicata estuvo habitada desde la época prehistórica. Los primeros asentamientos humanos se remontan al Paleolítico inferior (Homo Erectus) y tiene refugios del Mesolítico. Desde el V milenio a. C. se difundieron los asentamientos en villas fortificadas y en la Edad del Hierro existe una cultura indígena local. La región fue originariamente conocida como Lucania, y sus primeros habitantes conocidos fueron los lucanos. Estrabón (Geografía VI, I, 1) escribió que antes de la llegada de los colonos griegos en el siglo VII y siglo VIII a. C., no existía el pueblo lucano en el área del golfo de Tarento y que solamente habitaban estos territorios poblaciones enotrias. Fueron las poblaciones samnitas provenientes de regiones como la Campania que al fortalecerse expulsaron a las poblaciones establecidas con anterioridad y de esta manera y como resultado de un largo proceso se forma el pueblo lucano. En el siglo VIII a. C. se fundó la colonia griega de Siris (por colonos procedentes de Asia Menor) y alrededor del año 630 a. C. la de Metaponto, por colonizadores aqueos, completando la ocupación de la costa jónica, mientras en el interior continúan floreciendo las comunidades indígenas (en particular en la zona de Melfi).
Los primeros contactos de los romanos con los lucanos se debieron a alianza temporal que concertaron ambos contra los samnitas en torno al año 330 a. C.. Después de la conquista de Tarento, en el año 272 a. C., el dominio romano se extendió a toda la región. En el siglo II a. C., los lucanos se aliaron con Pirro y con Aníbal durante la segunda guerra púnica para liberarse del predominio romano. Finalmente la región quedó definitivamente como parte integrante de la Italia romana y, tanto la Lucania como el  Brucio, formaron la Regio III Lucania et Bruttii del emperador Augusto. Los romanos fueron los primeros que explotaron los densos bosques de la región, un proceso que continuó a lo largo de los siglos y que prácticamente ha agotado este recurso natural. Prolongaron la vía Apia hasta Brindisi y fundaron numerosas colonias, como  Potentia (Potenza) y Grumentum, entre otras. En Venosa nació el poeta latino Horacio.

### Edad Media

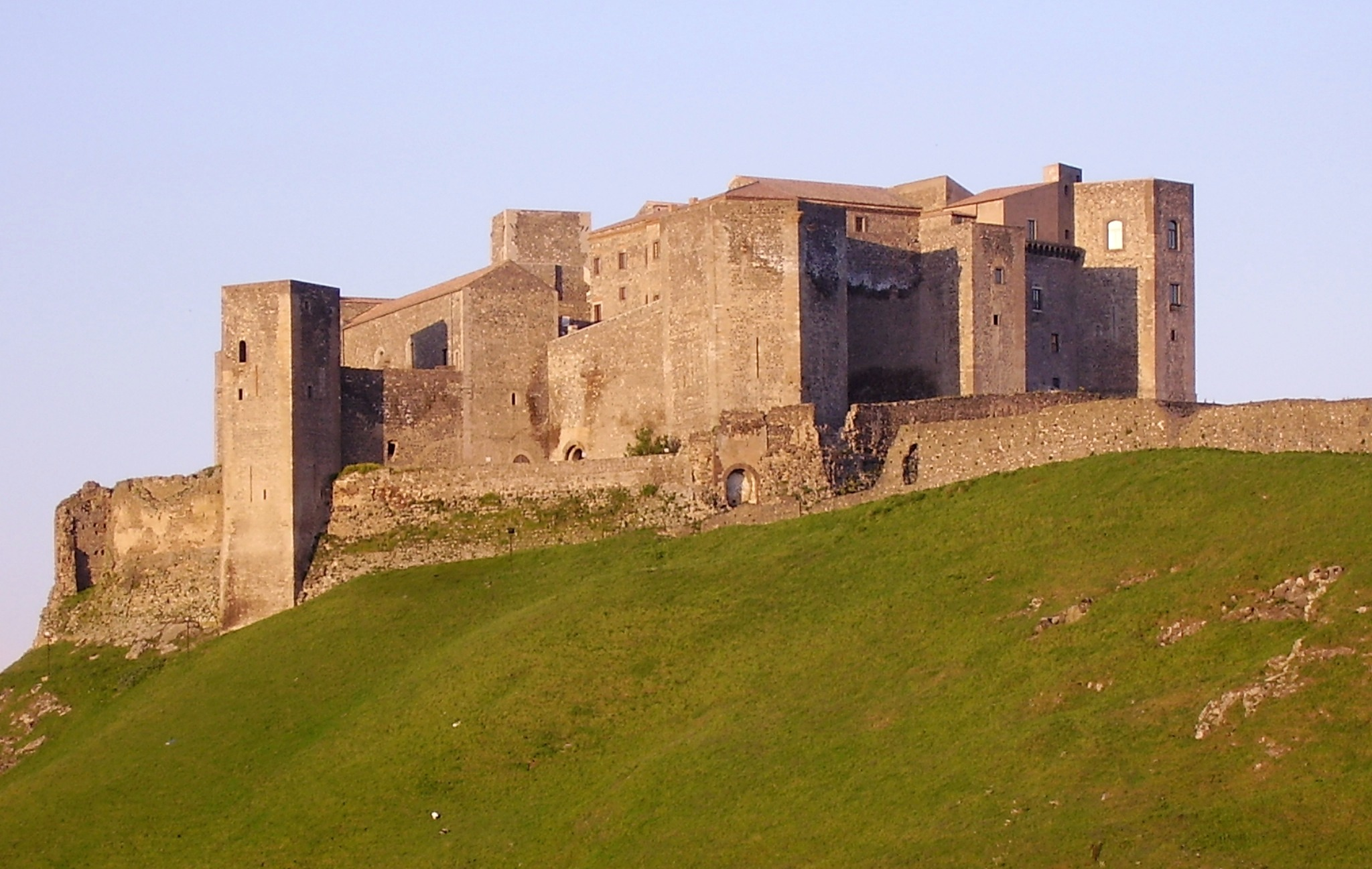
El castillo de Melfi.

A finales del siglo V Lucania estaba ya ampliamente cristianizada y tras la caída del Imperio romano de Occidente, sufrió diversas invasiones. Los bizantinos ocuparon las fajas costeras y los ostrogodos que se establecieron al interior del territorio. En 568 los longobardos ocuparon Lucania, y pasó a formar parte del Ducado de Benevento. Las incursiones sarracenas hicieron que la población abandonara la llanura y las proximidades de la costa, y se asentaran en los centros protegidos sobre las alturas. Tricarico y Tursi conocen una dominación árabe de más larga duración.
En el 847, la Basilicata entró a formar parte del principado autónomo de Salerno, nacido de la división del ducado longobardo de Benevento. En 968, después de la conquista bizantina, se constituyó el thema de Lucania, con capital en Tursikon (actual Tursi). En 1059 con la conquista normanda, el thema desapareció y Melfi se convirtió en una de las sedes del poder real. Venosa, Genzano, Forenza o Montepeloso formaban también parte de la Apulia ocupada por los normandos. Desde la conquista normanda perteneció al Reino de Nápoles.
A mediados del siglo XI la región sufre un proceso de fraccionamiento continuo. Pasó a formar parte del Sacro Imperio Romano Germánico, con Federico II. En Melfi dictó las Constitutiones regni Siciliae ("Constituciones de Melfi", 1231), y en aquellos años se construyó el castillo de Lagopesole. La ocupación del Reino de Nápoles por los angevinos llevó al establecimiento de un sistema feudal que acabó con cualquier esperanza de recuperación económica para la región.

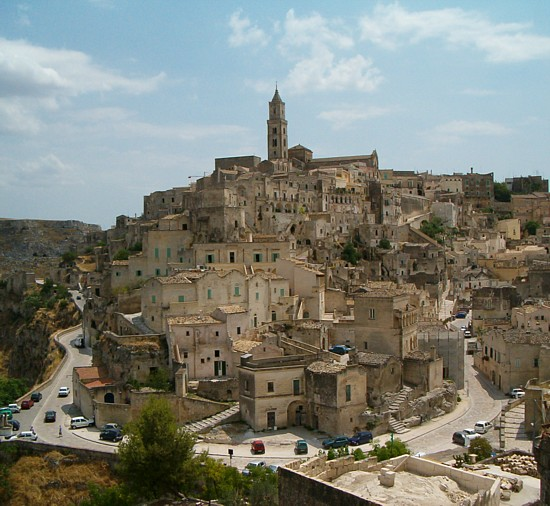
Los Sassi di Matera.

En el siglo XIV Lucania atravesó una profunda crisis demográfica, atribuible probablemente a la "cacciata dei Saraceni" ordenada por Carlos de Anjou. La familia Caracciolo obtuvo la señoría de Melfi y otros feudos. En la segunda mitad del siglo XV se produjo una recuperación económica y demográfica general, incluida la llegada de prófugos de las regiones del Imperio bizantino después de la caída de Constantinopla.

### Edad Moderna
La Basilicata fue teatro de la famosa Conjura de los barones ordenada en el 1485 por el príncipe de Salerno Antonello II dei Sanseverino aconsejado por Antonello Petrucci y Francesco Coppola, contra el rey de Nápoles Fernando I que implicó a muchas familias feudatarias de señores y barones del reino de la facción güelfa favorable a los angevinos. La conjura fue narrada por el historiador Camillo Porzio en su obra La congiura dei Baroni del regno di Napoli contra il re Ferdinando I.
Carlos V cogió sus dominios a los feudatarios precedentes. Basilicata fue en gran parte puesta bajo la jurisdicción de Salerno, mientras Matera y la Murgia formaron parte de la Terra d'Otranto. Con la llegada de la nueva clase dirigente, extraña al territorio de cuya posesión gozaba, y con el desplazamiento del tráfico comercial del Mediterráneo al Atlántico, los feudos lucanos fueron considerados pura fuente de rentas y los nuevos barones prestaron escasísimo interés por mejorar las condiciones económicas y sociales de las propias posesiones. En la segunda mitad del siglo XVI la Basilicata conoce un período de relativa tranquilidad y en esta época se desarrolló una notable actividad artística, ligada a los encargos de las grandes familias baronales y religiosas. Emergió una nueva clase intermedia, que ayudaba a la clase dirigente a administrar los feudos. Al mismo tiempo, las comunidades locales formaron las primeras "Universidades". En el año 1663 fue creada una nueva provincia para la Basilicata, para asegurar un mayor control, con capital en Matera.

### Época borbónica

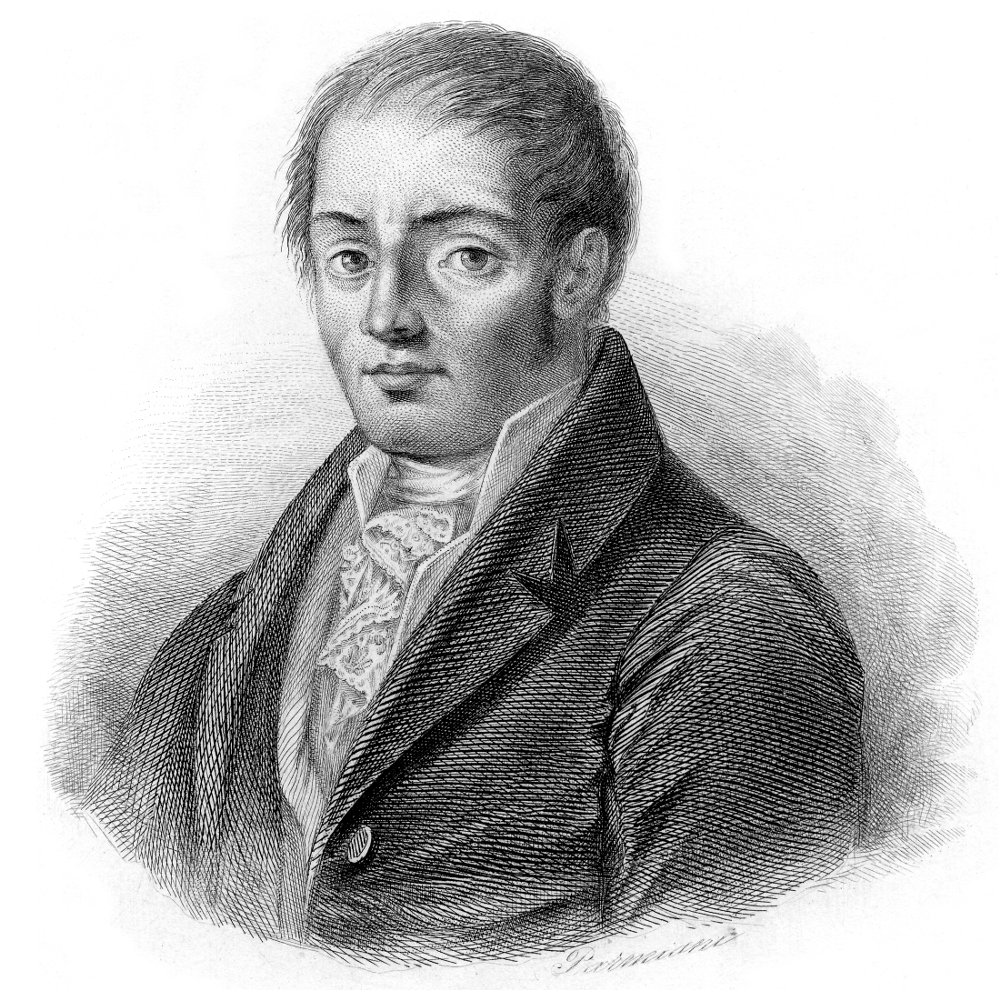
Mario Pagano.

Con Carlos III de España también la Basilicata entró a formar parte en el año 1735 del Reino de Nápoles. En 1799, Avigliano fue la primera ciudad (antes incluso de Nápoles) que plantó el árbol de la libertad y proclamó la República Napolitana, que tuvo entre sus autores a los lucanos Mario Pagano y Michele Granata. La rebelión se extendió por toda la región, animada por la "Organizzazione democratica" guiada por los aviglianeses Michelangelo y Girolamo Vaccaro, pero la insurrección fue reprimida. El 7 de agosto de 1806 la ciudad de Lauria, que entonces contaba con más de 7000 habitantes, fue arrasada, incendiada y saqueada por las tropas del general francés Massena. En los meses de diciembre se consumó el asedio de Maratea, concluyéndose con un acuerdo entre el coronel Mandarini y el general francés Lamarque. Se abandonó el proyecto de reartir las tierras demaniales en lotes.
Posteriormente, con el retorno de los Borbones, la región participó poco en los motines del año 1848. El deseo de cambio y de innovación hizo adherir la parte latifundista de la sociedad lucana a los hechos que llevaron a la unificación nacional en el año 1860. Basilicata declaró autónomamente su anexión al Reino de Italia el 18 de agosto de 1860 con la insurrección de Potenza. Fue durante este período cuando el estado confiscó y vendió vastas zonas del territorio de Basilicata que antes era propiedad de la iglesia. Como los propietarios eran un puñado de familias aristocráticas ricas, el ciudadano medio no vio ninguna mejora inmediata de carácter social o económica después de la unificación y la pobreza continuó dominando en la región. Esto dio lugar al fenómeno de bandidaje mientras la Iglesia animaba al pueblo local a alzarse contra la nobleza y el nuevo Estado Italiano. Este fuerte movimiento de oposición continuó durante muchos años.

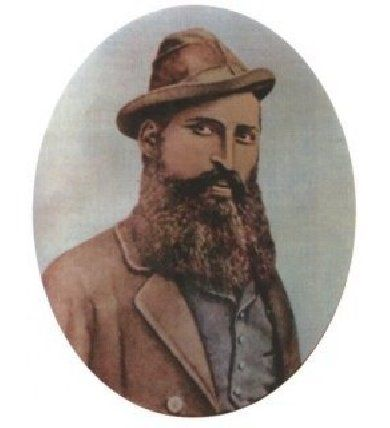
Carmine Crocco, símbolo del bandolerismo lucano.

Fue Montemurro el primer municipio que proclamó su adhesión a la unificación, el 14 de agosto de 1860; a esto siguió la proclamación popular de Potenza, llamada en lo sucesivo 18 de agosto. La falta de reformas prometidas y la creación de vastos latifundios favorecieron el nacimiento de muchas insurrecciones, y la difusión del fenómeno del llamado bandidaje (brigantaggio), auténtica guerra civil que implicó a toda la región durante alrededor de siete años y causó miles de muertos, deportados y dispersos entre los campesinos lucanos. La revuelta contra los Saboya se vio animada en particular en las zonas del Vulture-Melfese por el notable bandolero Carmine "Donatelli" Crocco, de Rionero in Vulture, que llegó a formar un ejército de más de dos mil hombres y que se ganó el sobrenombre de "General de los Bandidos".

### Historia contemporánea
Las duras condiciones económicas y ambientales, con la presencia de zonas de malaria, y la falta de infraestructura, de trabajo y de ayudas estatales, como el resto del mezzogiorno, llevaron a un vasto fenómeno de emigración. Solo en los años 1930 empezaron algunas obras de mejora, como el acueducto y vías de comunicación.

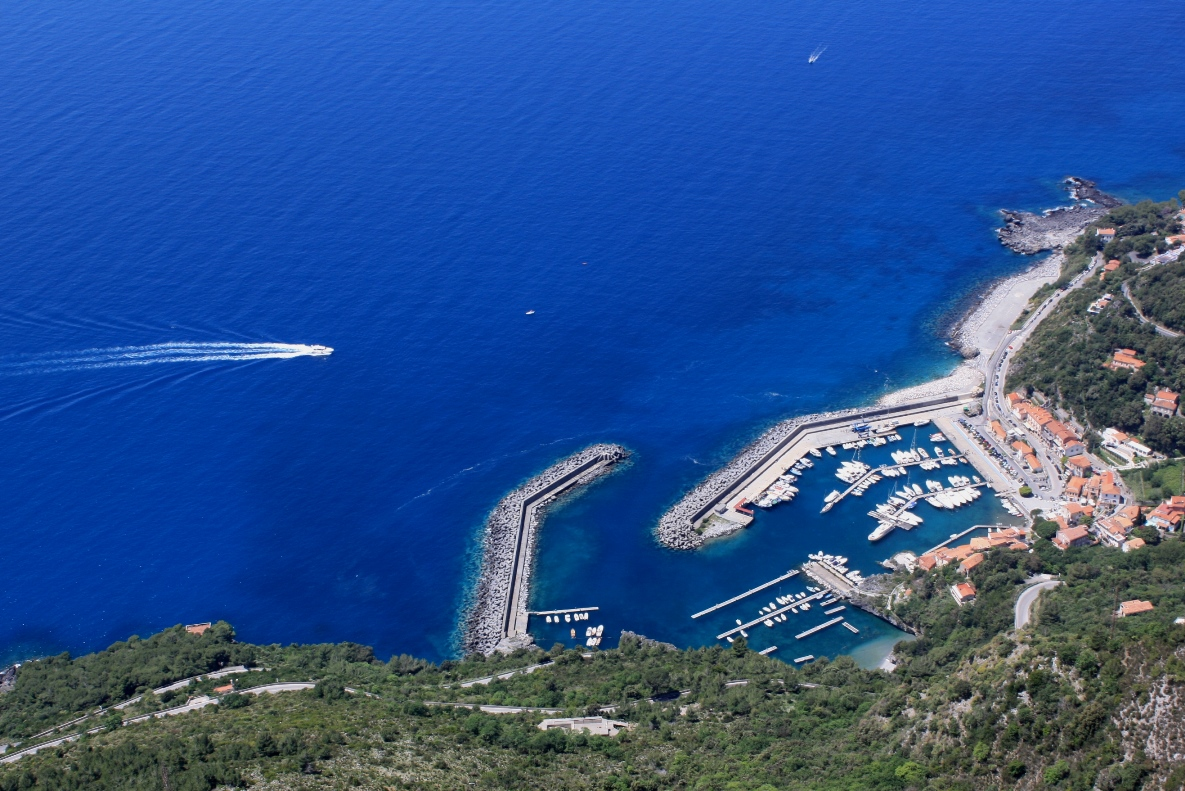
El puerto de Maratea, en la costa tirrena.

El 21 de septiembre de 1943, Matera fue la primera ciudad italiana en insurgencia contra los alemanes ocupantes. Después de la Segunda Guerra Mundial, con el establecimiento de la República Italiana, comenzaron a mejorar las condiciones, poco a poco, gracias a la reforma agraria. En 1952, los habitantes de los Sassi di Matera fueron realojados por el Estado.
El 23 de noviembre de 1980 Basilicata padeció un grave terremoto que golpeó buena parte del territorio regional. En 1993 se inauguró en San Nicola, fracción de Melfi, la fábrica SATA, donde reside uno de los más importantes establecimientos FIAT de Europa y otras empresas relacionadas con Tower Automotive y Magneti Marelli, lo que llevó a la creación de trabajo y a una mejora de las condiciones económicas. A principios de 1994, UNESCO declaró a los Sassi di Matera como un lugar Patrimonio de la Humanidad. En el mismo año se estableció el Parque nacional Pollino.

## Geografía humana

### Demografía
Aunque Basilicata nunca ha tenido una gran población, ha habido no obstante marcadas fluctuaciones en la pauta demográfica de la región. En 1881, había 539 258 habitantes pero en el año 1911 la población había bajado un 11 % hasta los 485 911 habitantes, principalmente como resultado de la emigración a ultramar, algo que es tradicional en esta región. Hubo un lento incremento en la población hasta la Segunda Guerra Mundial, después de la cual volvió a producirse la emigración a otros países de Europa, fenómeno que continuó hasta el año 1971 y el comienzo de otro período de continuado incremento hasta el año 1993 (611 000 habitantes). En los años más recientes, sin embargo, se ha bajado del listón simbólico de los 600 000 habitantes, como resultado de la migración y de una reducción en la tasa bruta de natalidad. Para abril de 2011, la población era de 586 913 habitantes, conocidos como lucanos, con una densidad de 58,91 hab./km² Esta densidad es muy baja comparada con la de Italia en su conjunto. No hay gran diferencia entre las densidades de población de las provincias de Matera y Potenza.
Su capital es Potenza con 68 542 habitantes en abril de 2010. La segunda ciudad en importancia es Matera (60 644 hab. en abril de 2010).

### Divisiones administrativas
La región se divide en dos provincias: Potenza y Matera. Forman parte de su territorio un total de 131 municipios.
| Provincia            | Superficie (km²) | Habitantes | Densidad (hab./km²) |
| -------------------- | ---------------- | ---------- | ------------------- |
| Provincia de Matera  | 3447             | 203 837    | 59,1                |
| Provincia de Potenza | 6545             | 387 107    | 59,1                |

## Economía

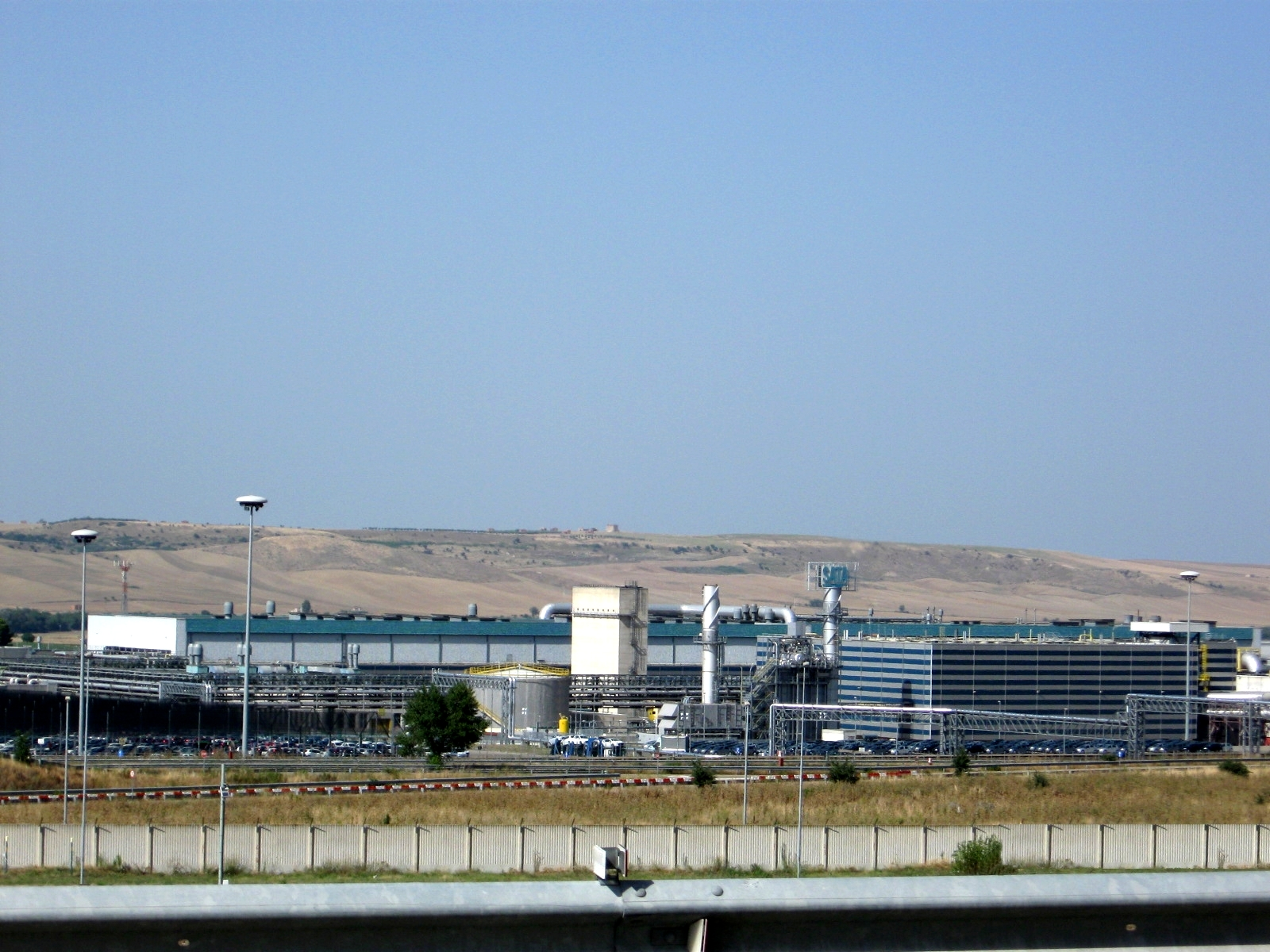
Fábrica de la FIAT en Melfi.

La economía se basó tradicionalmente en la agricultura, cultivándose principalmente cereales (en particular, trigo), lo que representa el 46 % de la tierra total. Las patatas y el maíz se producen en las zonas de montaña. El olivo y la vid también se encuentran con frecuencia. Hay un vino de calidad llamado Aglianico del Vulture, que se produce en los alrededores de Rionero. Según el último centro de agricultura, hay grandes rebaños de ganado (77 711 cabezas en 2000).
Entre las actividades industriales, el sector de la manufactura contribuye al PIB añadido del sector secundario con un 64 % del total, mientras que el sector de la construcción contribuye con un 24 %. Dentro del sector servicios, las principales actividades en términos de PIB son los negocios, el comercio de distribución, la educación y la administración pública. En los últimos años, se han desarrollados nuevos sectores productivos: manufactura, automóvil y especialmente la extracción de crudo. En 2009 Eni empleaba a 230 personas en esta área, de las cuales el 50 % eran de Basilicata y alrededor de 1800 estaban empleadas en actividades directamente generadas por las actividades de Eni, distribuidas en 80 compañías de las que el 50 % son de Basilicata; la región produjo alrededor de 100 000 barriles de crudo, con lo que respondía al 11 % de la demanda de crudo interna de Italia.
En la región de Basilicata se encuentra la planta de Fiat Melfi, y de la pasta Barilla.
Turísticamente poco conocida, en los últimos años la Basilicata se está convirtiendo en un destino popular, sobre todo en la ciudad de Matera, patrimonio de la humanidad y capital europea de la cultura 2019.

## Gastronomía

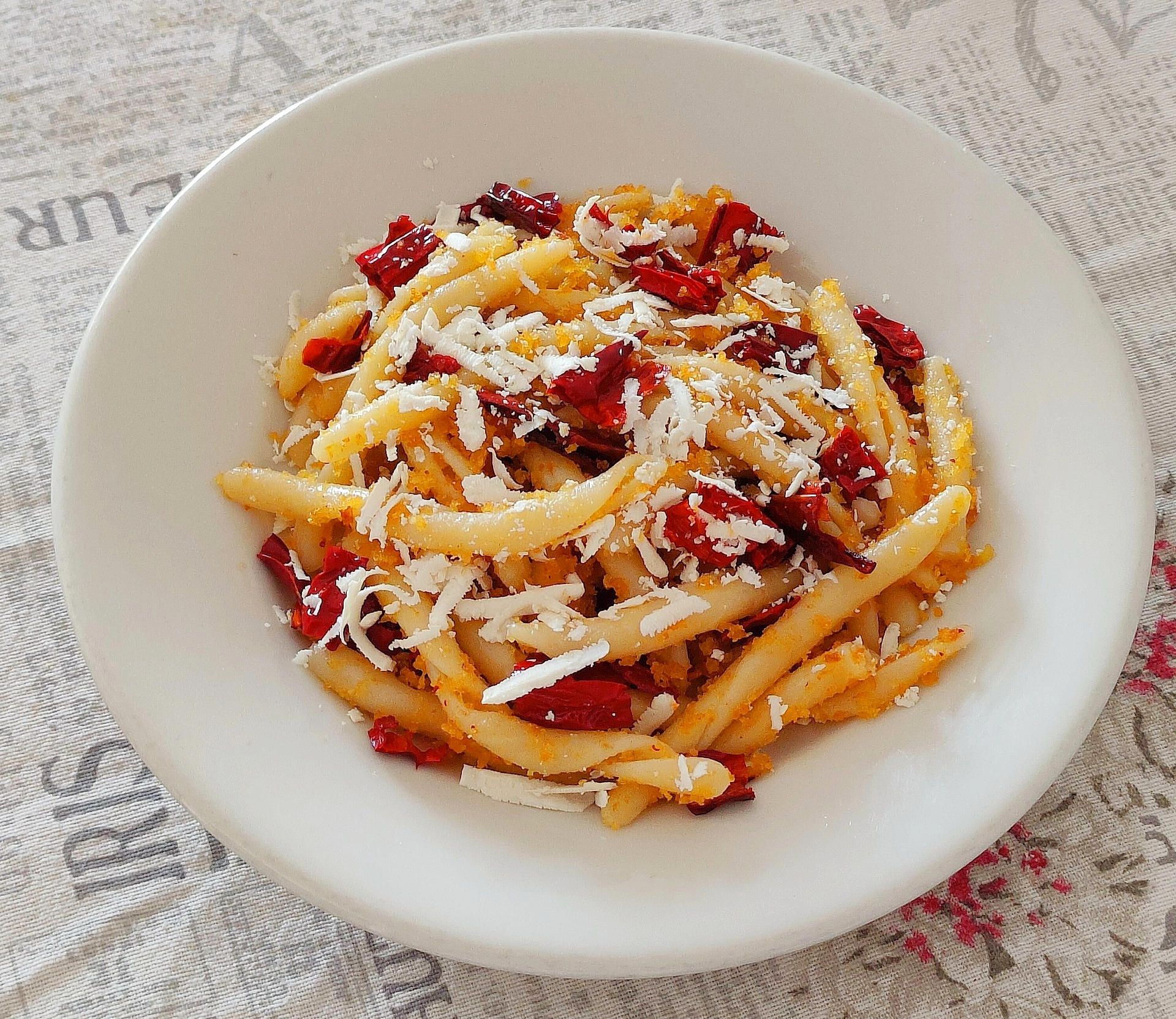
Pasta con i peperoni cruschi, plato típico de Basilicata

Una especialidad característica de la región son los peperoni cruschi, pimientos rojos desecados que son escaldados en aceite de oliva, a menudo acompañado por bacalao o utilizados como condimento de la pasta. Particularmente destacados son los pimientos de Senise, conocidos en el dialecto local como los "Zafaran", que han obtenido la marca IGP.
El elemento base de los productos elaborados en Basilicata es la carne de cerdo. Con ella se elaboran embutidos: prosciutti, salsicce, capicolli y pancetta. Pero también se aprecia la carne de cordero y de oveja. Entre los quesos obtenidos a través de la transformación de la leche local según técnicas tradicionales, destacan el pecorino de Filiano y de Moliterno, el caciocavallo Podolico es una notable y variada producción quesera.
Entre los vinos el más famoso y apreciado es el Aglianico del Vulture, producto con denominación de origen presente en Basilicata hasta el siglo VIII a. C. y considerado uno de los mejores vinos tintos de Italia. En la zona del valle del Agri está presente una segunda producción vinícola con denominación de origen, Terre dell'Alta Val d'Agri. Otra zona de producción vinícola se encuentra en el Materano que ha obtenido el reconocimiento de la DOC con la denominación Matera DOC.
La pasta más usada es la de sémola de grano duro. Entre los primeros platos cabe mencionar pasta con i peperoni cruschi, plato con pimientos crujientes, miga de pan y queso rallado; lagane e ceci, pasta con garbanzos, ajo (o puerro) y laurel; tumacë me tulë, plato de origen Arbëreshë con tomate, anchoas, miga de pan y nueces picadas; lagana chiapputa, pasta con vino cocido, nueces, almendras, piñones y pasas.
Otros platos típicos son grattonato, elaborado con despojos de oveja, huevos, queso pecorino y pimiento crusco en polvo; Frascatula, polenta de maíz con patatas y manteca de cerdo preparada con salsa de carne o vino cocido; rafanata, tortilla al horno aromatizada con rábano picante, además de patatas y pecorino; y el pastizz, calzone relleno de cerdo, huevo y queso rallado.